# Reprezentacja Stanów Zjednoczonych na Mistrzostwach Świata w Narciarstwie Klasycznym 2011
Reprezentacja Stanów Zjednoczonych na Mistrzostwach Świata w Narciarstwie Klasycznym 2011 liczy 25 sportowców.

## Medale

### Złote medale
Brak

### Srebrne medale
Brak

### Brązowe medale
Brak

## Wyniki

### Biegi narciarskie mężczyzn
Sprint
- Andrew Newell - 10. miejsce
- Simon Hamilton - 25. miejsce
- Torin Koos - odpadł w kwalifikacjach
- Kris Freeman - odpadł w kwalifikacjach

Bieg łączony na 30 km
- Kris Freeman - 29. miejsce
- Noah Hoffman - 37. miejsce
- Lars Flora - 53. miejsce
- Tad Elliot - 55. miejsce

Bieg na 15 km
- Noah Hoffman - 29. miejsce
- Lars Flora - 39. miejsce
- Simon Hamilton - 51. miejsce

Sprint drużynowy
- Andrew Newell, Torin Koos - 10. miejsce

Sztafeta 4x10 km
- Kris Freeman, Noah Hoffman, Tad Elliot, Andrew Newell - 14. miejsce

Bieg na 50 km
- Noah Hoffman - 30. miejsce
- Lars Flora - 39. miejsce
- Tad Elliot - 40. miejsce
- Billy Demong - 51. miejsce

### Biegi narciarskie kobiet
Sprint
- Sadie Maubet Bjornsen - 24. miejsce
- Jessie Diggins - 25. miejsce
- Kikkan Randall - 26. miejsce
- Ida Sargent - odpadła w kwalifikacjach

Bieg łączony na 15 km
- Elizabeth Stephen - 24. miejsce
- Holly Brooks - 25. miejsce
- Jessie Diggins - 28. miejsce
- Morgan Arritola - 43. miejsce

Bieg na 10 km
- Holly Brooks - 27. miejsce
- Sadie Maubet Bjornsen - 29. miejsce
- Kikkan Randall - 32. miejsce
- Ida Sargent - 51. miejsce

Sprint drużynowy
- Sadie Maubet Bjornsen, Kikkan Randall - 9. miejsce

Sztafeta 4x5 km
- Jessie Diggins, Kikkan Randall, Elizabeth Stephen, Holly Brooks - 9. miejsce

Bieg na 30 km
- Elizabeth Stephen - 16. miejsce
- Kikkan Randall - 18. miejsce
- Morgan Arritola - 21. miejsce
- Holly Brooks - 25. miejsce

### Kombinacja norweska
Konkurs indywidualny HS 106/10 km
- Todd Lodwick - 8. miejsce
- Johny Spillane - 19. miejsce
- Bryan Fletcher - 22. miejsce
- Taylor Fletcher - 26. miejsce

Konkurs drużynowy HS 106/4x5 km
- Todd Lodwick, Johny Spillane, Bryan Fletcher, Bill Demong - 4. miejsce

Konkurs indywidualny HS 134/10 km
- Todd Lodwick - 5. miejsce
- Bill Demong - 6. miejsce
- Johny Spillane - 22. miejsce
- Bryan Fletcher - 30. miejsce
- Taylor Fletcher - 35. miejsce

Konkurs drużynowy HS 134/4x5 km
- Todd Lodwick, Johny Spillane, Bryan Fletcher, Bill Demong - 6. miejsce

### Skoki narciarskie mężczyzn
Konkurs indywidualny na skoczni normalnej
- Peter Frenette - odpadł w kwalifikacjach

Konkurs indywidualny na skoczni dużej
- Peter Frenette - 35. miejsce

### Skoki narciarskie kobiet
Konkurs indywidualny na skoczni normalnej
- Jessica Jerome - 14. miejsce
- Sarah Hendrickson - 16. miejsce
- Alissa Johnson - 20. miejsce
- Abby Hughes - 24. miejsce
- Lindsey Van - 34. miejsce